# پیتسفیلد (مین)
پیتسفیلد(به انگلیسی: Pittsfield) شهری در ایالت مین کشور ایالات متحده آمریکا است که جمعیت آن در سرشماری سال ۲۰۱۰ میلادی، ۳٬۱۵۰ نفر بوده‌است.

## نگارخانه

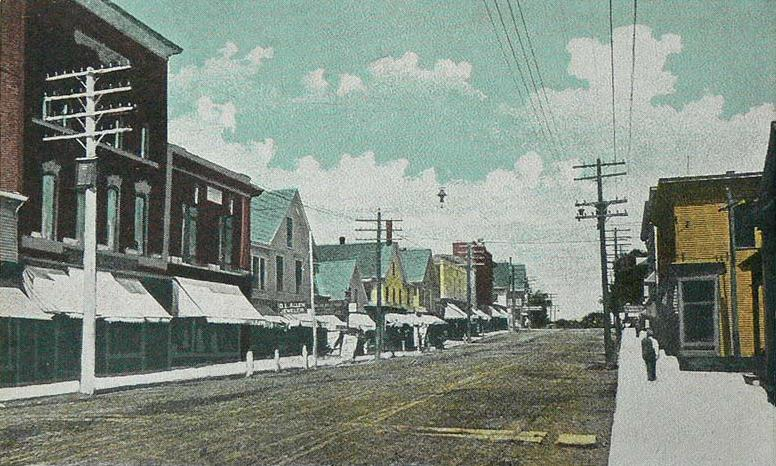
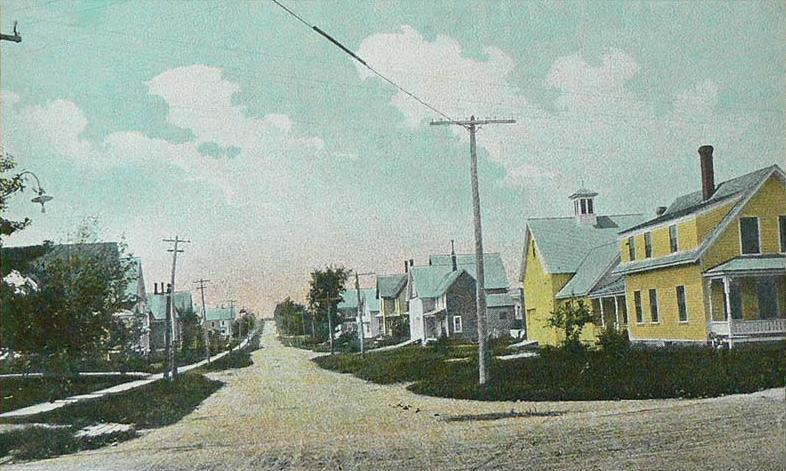
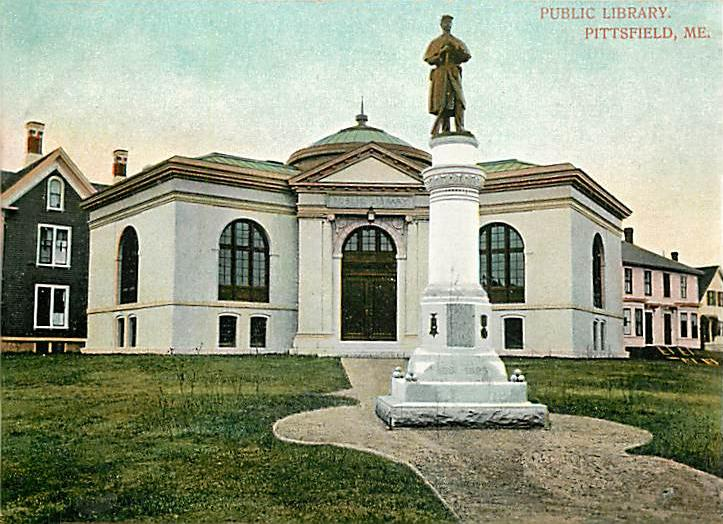